# Давудов, Вацилов Гаджиясулович
Вацилов (Вацилав) Гаджиясулович Давудов (29 марта 1995, с. Гиндиб, Тляратинский район, Дагестанская АССР, РСФСР, СССР) — российский дзюдоист и самбист, призёр чемпионата России по самбо.

## Биография
Является уроженцем села Гиндиб Тляратинского района. С 2009 года живёт в Махачкале, куда его забрал старший брат заниматься дзюдо. Воспитанник заслуженного тренера России Шамиля Алиева. В конце марта — начале апреля 2015 года в Тюмени стал бронзовым призёром Первенства России U23. В мае 2016 года в Оренбурге стал обладателем Кубка Европы по дзюдо, в финале одолел Рустама Амирметова. В декабре 2020 года в Нальчике одержал победу на чемпионате СКФО по самбо. В мае 2022 года в Каспийске стал чемпионом Дагестана по дзюдо. В середине 2022 года в Санкт-Петербурге стал победителем Всероссийских соревнованиях на призы Вооруженных сил России «Кубок Ярослава Керода» по дзюдо. В конце июня 2022 года в Красноярске стал бронзовым призёром на открытом Всероссийском турнире по дзюдо памяти Владимира Гулидова. 1 марта 2023 года в Перми стал бронзовым призёром чемпионата России.

## Личная жизнь
Есть старший брат — Наджибула (род. 1990), также дзюдоист и самбист.

## Спортивные результаты
- Чемпионат России по дзюдо U23 2015 — ;
- Кубок Европы по дзюдо 2016 — ;
- Кубок России по дзюдо 2022 — ;
- Кубок России по дзюдо 2023 — ;
- Чемпионат России по самбо 2023 — ;
- Кубок Основоположникам самбо 2023 — ;